# Ernst Ziegler
Ernst Ziegler (Messen, 17 marzo 1849 – Friburgo in Brisgovia, 30 novembre 1905) è stato un patologo svizzero.

## Carriera
Studiò medicina presso l'Università di Berna e Würzburg, ottenendo il dottorato a Berna nel 1872. In seguito lavorò come assistente di Edwin Klebs a Würzburg, e nel 1878 divenne professore presso l'Università di Friburgo. Nel 1881 venne nominato professore di patologia e direttore dell'istituto patologico a Zurigo. Durante l'anno successivo si  trasferì come professore presso l'Università di Tubinga, e 1889-1905, venne eletto professore a Friburgo.

## Pubblicazioni principali
Ziegler è stato autore di "allgemeinen und Lehrbuch der speciellen pathologischen Anatomie und Pathogenese" (1882), opera successivamente tradotta in inglese e pubblicato come "A text-book of pathological anatomy and pathogenesis".
- Untersuchungen über pathologische Bindegewebs- und Gefässneubildung, 1876
- Ueber Tuberculose und Schwindsucht, 1878[3]

È stato il direttore della rivista Centralblatt für allgemeine Pathologie und pathologische Anatomie.